# Basilians
Els monjos basilians són monjos que segueixen la regla de Sant Basili el Gran (330 - 379). Des del moment que les comunitats basilianes orientals són independents i no constitueixen un orde religiós, la denominació fou establerta per la cúria romana a l'Edat mitjana per a designar els monjos grecs de ritu oriental que, establerts a la Itàlia meridional, observaven aquesta regla. A partir d'ella, es constituïren, a partir del segle xvi, ordes basilians de ritu llatí.

## La regla de sant Basili
La regla va ésser fixada per Basili el Gran durant l'estada que feu amb nombrosos deixebles, prop de Neocesarea, en dues fases diferents que han donat lloc a dues versions:
- la primera és la Regulae fusius tractatae, amb 55 articles sobre els deures generals del monjo (Basili en parla referint-s'hi com a germà)
- la segona, la Regulae brevius tractatae, és un tractadet casuístic sobre la vida monàstica, que la presenta com a estat ideal per a assolir la perfecció cristiana i convida tothom, inclosos els laics a seguir-la com a estil de vida fora d'un monestir.

Les regles se centren en els consells evangèlics, considerant l'Escriptura com a única regla. L'ascètica basiliana és influïda pel dualisme platònic.
La vida del monestir es basa en la pregària comuna i en el treball manual i intel·lectual, per reforçar el cos i l'esperit, respectivament. Basili prefereix la vida cenobítica a l'eremítica, típica del monaquisme oriental: per tant, encara que les cel·les o els eremitoris siguin individuals, hi ha parts comunes com l'església, el refetor o els tallers, on dur a terme activitats conjuntes que ajuden a corregir els defectes propis i a intercanviar experiències entre els monjos. Parteix de l'experiència cenobítica de sant Pacomi d'Egipte, conferint una dimensió familiar a les comunitats, petites, de monjos.
La pregària es feia en comunitat set cops el dia, entre la mitjanit i l'alba; a més, a les nou, les dotze i les tres de la tarda, i amb les hores terça, sexta i nona. Al capvespre es resava l'«acció de gràcies del lucernari» i, abans d'anar al llit, les completes.
Els monjos, però, també han de formar part de la vida de l'Església i viure al si de la comunitat civil. L'acció apostòlica dels monjos es projecta cap a l'activitat pastoral, sota l'autoritat del bisbe local, la beneficència i l'ensenyament. Per això, molts basilians eren també sacerdots, a diferència de les comunitats pacomianes o dels benedictins. També per això, els monestirs eren fundats a ciutats o prop d'elles: el silenci o el recolliment del monjo es vinculava a la dimensió caritativa i d'assistència a les necessitats dels altres: al voltant del monestir s'erigien hospitals, escoles, tallers, etc., que formaven l'anomenada ciutat basilíada.
Les comunitats són independents i no hi ha institucionalitzada cap estructuració superior.

## Desenvolupament

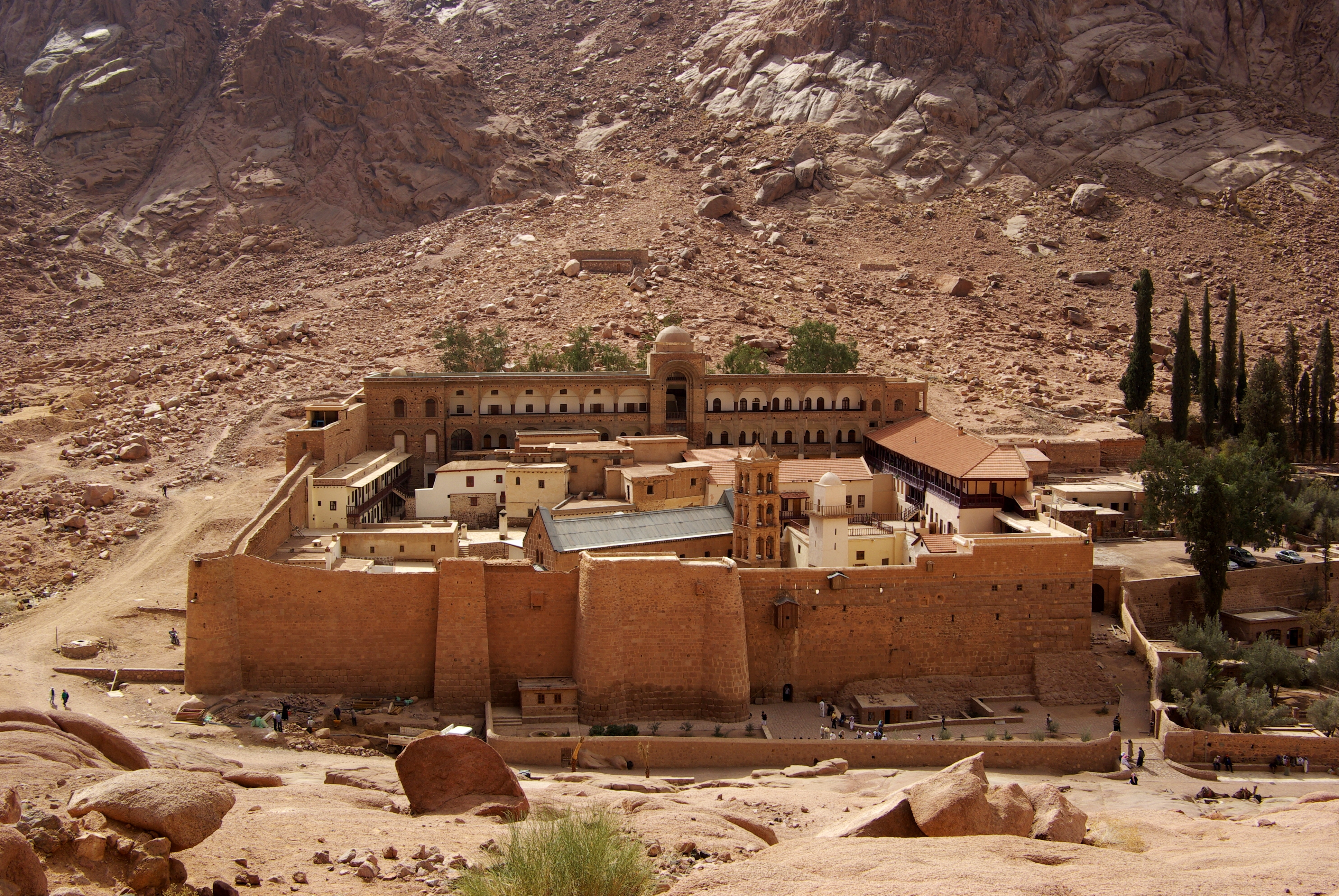
Monestir de Santa Caterina del Sinaí

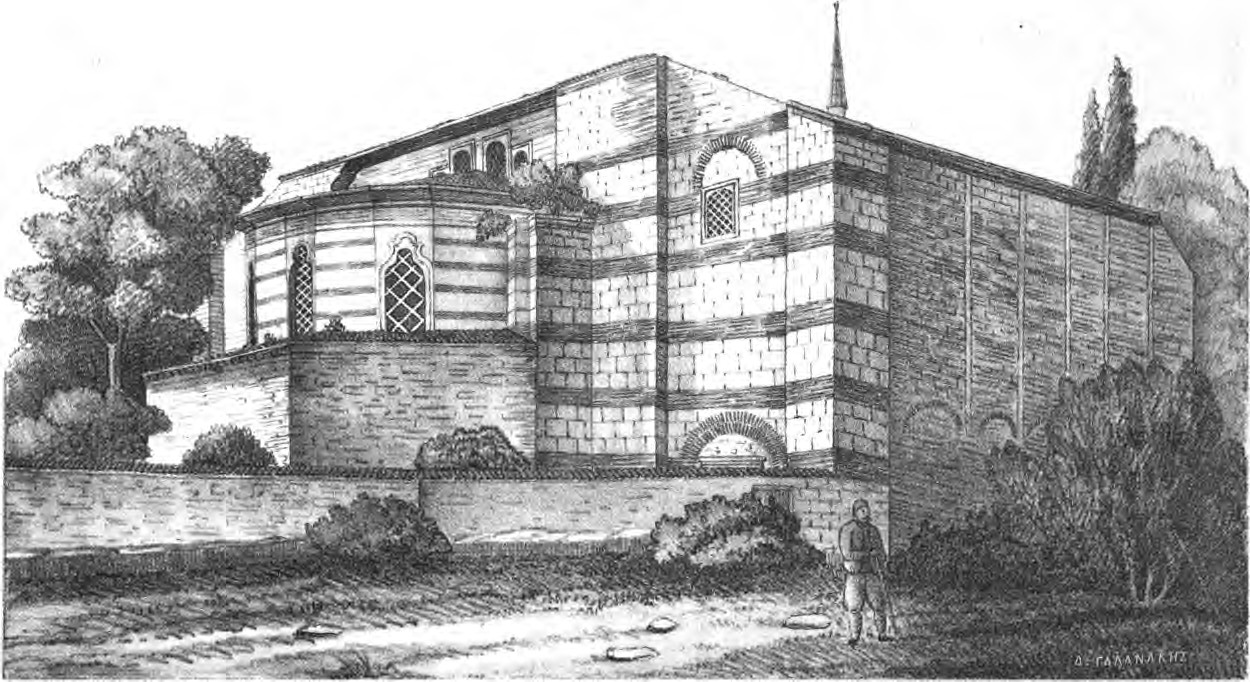
Dibuix del monestir de S. Joan d'Estúdion. ca. 1870

Monestir d'Hilandar, al mont Atos

A Orient, l'orde basilià va tenir gran difusió. Els primers monestirs a acceptar la regla van ésser els de Capadòcia; des d'allí, la regla es va propagar gradualment a molts monestirs d'Orient, acabant essent-ne la predominant. En general, els d'Armènia, Caldea i Síria van continuar preferint l'anomenada Regla de Sant Antoni, a partir dels ensenyaments de Sant Antoni el Gran. La supremacia en les comunitats religioses del món grec va ser primerenca, afavorida per la difusió del monasticisme, que anava substituint a Orient el model de vida eremítica. El foment de les fundacions monàstiques pels emperadors i patriarques van fer que augmentessin molt en nombre a partir del segle vi.
Els monjos van prendre part activa en la vida eclesiàstica del seu temps, en disputes teològiques, i van desenvolupar una gran tasca assistencial i d'evangelització. Els monestirs eren llocs de refugi per als estudiosos i molts dels bisbes i els patriarques provenien d'aquestes comunitats. El prestigi i la influència dels monestirs va ser gran i això va comportar que tinguessin poder i riqueses. La seva història s'entrellaça, per tant, amb la de les Esglésies Orientals i és paral·lela a la dels monestirs occidentals.
El decret de 726 de Lleó III Isàuric, que ordenava la destrucció de les icones i va portar a la dissolució de monestirs, va comportar que molts monjos orientals fugissin de les persecucions i arribessin als extrems occidentals de l'imperi, al sud d'Itàlia: primer a Sicília i Pulla al segle viii, d'on passà a Calàbria i la resta d'Europa. Un cop passades les persecucions, el 843, les comunitats gregues d'Itàlia continuaren existint i van donar lloc als posteriors ordes i congregacions basilians catòlics.
A més, els monestirs enviaren missioners a evangelitzar, principalment a les terres eslaves, cristianitzades per la tasca iniciada pels monjos Ciril i Metodi.
El Gran Cisma d'Orient no va afectar gaire la posició dels monjos i monestirs basilans monjos i monestirs a Orient, que passaren a formar part de l'Església Ortodoxa. Les comunitats basilianes italianes, però, van quedar al si de l'Església Catòlica Romana, encara que algunes mantinguessin la litúrgia oriental. Algunes comunitats orientals també es van mantenir en el catolicisme, donant lloc amb el temps a les congregacions basilianes catòliques orientals.
La conquesta musulmana, però, va afectar la majoria de monestirs que, gradualment i a mesura que avançava el domini islàmic, anaven desapareixent, llevat d'excepcions com Santa Caterina del Sinaí o els monestirs de Meteora o el Mont Atos.
Les comunitats femenines van tenir una història paral·lela; seguien la mateixa regla i adaptaven les constitucions dels monestirs masculins.

### Monestirs i monjos destacats
D'entre els monestirs d'aquest període, el més cèlebre va ser el de Sant Joan Bapstista de Studium, fundat a Constantinoble el segle v, centre cultural i religiós de primer ordre i un dels bastions de la resistència a la persecució iconoclasta, amb sant Teodor Estudita. Va exercir gran influència sobre el monasticisme oriental, on van adoptar-se les constitucions de Studium.
El monestir del Mont Atos va ser fundat cap al final del segle x amb l'ajut de l'emperador Basili I el Macedoni i es va convertir en la més gran i més famosa comunitat monàstica d'Orient, en realitat una província monàstica amb diversos monestirs. El monestir del Mont Olimp de Bitínia també va ser destacable., com el monestir de Santa Caterina del Sinaí, fundat al segle vi i encara habitat pels monjos.
Entre els escriptoris més destacats, on es produïren còdexs de gran valor literari i artístic, hi ha els de Studium (Constantinoble), Atos, el de Patmos i el de Rossano a Sicília.
Molts monjos basilians mereixen ésser destacats. Entre els que han deixat una empremta en la literatura eclesiàstica: Lleonci de Constantinoble (m. 543); els sants Sofroni de Jerusalem, Màxim el Confessor (m. 662), Joan Damascè o Teodor l'Estudita (m. 829). Entre els historiadors: Joan Malalas, Jordi Sincel·le, Teòfanes de Cízic, Nicèfor, o Jordi el Monjo. Himnògrafs, poetes i hagiògrafs destacats van ésser: Màxim el Confessor, Teodor Estudita, Romà el Melode; Andreu de Creta; Joan Damascè, Cosme de Jerusalem o Josep l'Himnògraf.

## Ordes basilians catòlics
L'Església catòlica ha reconegut diversos ordes basats en la regla basiliana, de catòlics de ritu oriental o llatí:
- l'Orde Basilià de Grottaferrata, originat cap al 1004 a l'abadia de Grottaferrata, amb sant Nil de Rossano, de ritu bizantí. Per evitar-ne l'extinció, el 1579, Gregori XIII creà l'Orde Basilià d'Itàlia i Espanya a l'estil dels ordes monàstic occidentals, amb ritu llatí, que va tenir comunitats a Itàlia i el sud d'Espanya.
- l'Orde de Sant Basili el Gran, fundat per sant polonès Josafat Kuncewicz a Novrogodok en 1617, reformant una comunitat basiliana a l'estil dels clergues regulars occidentals; va tenir una gran expansió durant el segle xviii per l'Europa oriental.
- la Congregació Basiliana del Santíssim Redemptor, congregació de clergues regulars fundada pel metropolita de Tir i Sidó Eutimi Saifi (1701), dedicats al ministeri parroquial entre els melquites, però amb vida de comunitat.
- la Congregació Basilina de Sant Joan Baptista, provinent de l'anterior, també catòlics grecomelquites, organitzats el 1720 al monestir de Sant Joan de Šuwayr com a monjos.
- la Congregació Basiliana Alepina, escissió del precedent de 1829 a Sarba (Líban), també melquita.
- la Congregació Basiliana Estudita, fundada l'any 1900 a Vulka pel metropolita de L'viv (Ucraïna), Andreu Szeptyckyj, segons les regles de sant Teodor Estudita (759-826), amb cases a Ucraïna, el Canadà i Itàlia.

Tots aquests ordes tenen la corresponent branca femenina, gairebé totes dedicades a l'assistència en hospitals i a l'ensenyament.